# Norwegia na Mistrzostwach Świata w Lekkoatletyce 2011
Norwegia na Mistrzostwach Świata w Lekkoatletyce 2011 była reprezentowana przez 13 zawodników.

## Wyniki reprezentantów Norwegii

### Mężczyźni

#### Konkurencje biegowe
| Konkurencja           | Zawodnik                 | Eliminacje | Eliminacje | Półfinał | Półfinał | Finał        | Finał   |
| Konkurencja           | Zawodnik                 | Rezultat   | Pozycja    | Rezultat | Pozycja  | Rezultat     | Pozycja |
| --------------------- | ------------------------ | ---------- | ---------- | -------- | -------- | ------------ | ------- |
| 100 m                 | Jaysuma Saidy Ndure      | 10.33      | 16. Q      | 10.21    | 11.      |              |         |
| 200 m                 | Jaysuma Saidy Ndure      | 20.65      | 13. Q      | 20.50    | 5. Q     | 19.95 (SB)   | 4.      |
| 3000 m z przeszkodami | Bjørnar Ustad Kristensen |            |            | 8:39.85  | 29.      |              |         |
| maraton               | Urige Buta               |            |            |          |          | 2:20:16      | 32.     |
| chód na 50 km         | Trond Nymark             |            |            |          |          | 3:54:26 (SB) | 17.     |

#### Konkurencje techniczne
| Konkurencja    | Zawodnik            | Eliminacje | Eliminacje | Finał    | Finał   |
| Konkurencja    | Zawodnik            | Rezultat   | Pozycja    | Rezultat | Pozycja |
| -------------- | ------------------- | ---------- | ---------- | -------- | ------- |
| rzut młotem    | Eivind Henriksen    | 71.27 m    | 24.        |          |         |
| rzut oszczepem | Andreas Thorkildsen | 81.83 m    | 7. Q       | 84.78 m  | 2.      |

### Kobiety

#### Konkurencje biegowe
| Konkurencja        | Zawodnik               | Eliminacje | Eliminacje | Półfinał | Półfinał | Finał    | Finał   |
| Konkurencja        | Zawodnik               | Rezultat   | Pozycja    | Rezultat | Pozycja  | Rezultat | Pozycja |
| ------------------ | ---------------------- | ---------- | ---------- | -------- | -------- | -------- | ------- |
| 100 m              | Ezinne Okparaebo       | 11.20 (NR) | 12. Q      | 11.48    | 13.      |          |         |
| 1500 m             | Ingvill Måkestad Bovim | 4:08.06    | 8. Q       | 4:08.03  | 4. Q     | 4:06.85  | 6.      |
| 400 m przez płotki | Stine Tomb             | 57.51      | 31.        |          |          |          |         |

#### Konkurencje techniczne
| Konkurencja   | Zawodnik          | Eliminacje | Eliminacje | Finał     | Finał   |
| Konkurencja   | Zawodnik          | Rezultat   | Pozycja    | Rezultat  | Pozycja |
| ------------- | ----------------- | ---------- | ---------- | --------- | ------- |
| skok wzwyż    | Tonje Angelsen    | 1.85 m     | 23.        |           |         |
| skok o tyczce | Cathrine Larsåsen | DNS        | DNS        |           |         |
| rzut młotem   | Mona Holm         | 67.16 m    | 20.        |           |         |
| siedmiobój    | Ida Marcussen     |            |            | 5911 pkt. | 20.     |